# Hell or Hallelujah
„Hell or Hallelujah“ je píseň americké rockové skupiny Kiss vydaná na dvacátém studiovém albu Monster. Je to první singl z tohoto alba a vyšel mezinárodně 2. července 2012 a ve Spojených státech amerických 3. července 2012. Píseň byla poprvé živě hrána v 4. července 2012 v Londýně.

## Umístění
| Hitparáda (2012)                             | Umístění |
| -------------------------------------------- | -------- |
| Rock (America's Music Charts)                | 6        |
| Canada: Active Rock (America's Music Charts) | 21       |
| Hot Mainstream Rock Tracks                   | 36       |

## Sestava
- Paul Stanley – zpěv, rytmická kytara
- Gene Simmons – zpěv, basová kytara
- Tommy Thayer – sólová kytara, basová kytara
- Eric Singer – zpěv, bicí, perkuse